# Belison, Antique
Belison là một đô thị cấp năm ở tỉnh Antique, Philippines. Theo điều tra dân số năm 2015, đô thị này có dân số 13.539 người trong.

## Các đơn vị hành chính
Belison, về mặt hành chính, được chia thành 11 khu phố (barangay).
- Borocboroc
- Buenavista
- Concepcion
- Delima
- Ipil
- Maradiona
- Mojon
- Poblacion
- Rombang
- Salvacion
- Sinaja